# Margraviato d'Istria
Il Margraviato d'Istria (in tedesco Markgrafschaft Istrien, in sloveno Avstrijska mejna grofija Istra e in croato Markgrofovija Istra) fu una provincia della regione del Litorale austriaco.
Se formalmente fu una sottodivisione amministrativa, nella realtà essa svolse la gran parte dei compiti di un normale Kronland ("Terra della Corona"), dato che le attribuzioni della regione erano estremamente limitate.
Il margraviato aveva una propria assemblea provinciale elettiva, la Dieta istriana. Il capoluogo provinciale era Parenzo.

## Geografia
Il magraviato comprendeva i seguenti territori:
- Istria
- Isole Brioni
- Isola di Cherso
- Isola di Lussino
- Isola di Veglia
- Isole minori adiacenti

## Amministrazione
Dopo le riforme amministrative (il Diploma di ottobre del 1860 e la Patente di febbraio del 1861), fu istituito il Margraviato d'Istria, come il territorio autonomo (la provincia) del Litorale austriaco che fu una "Terra della Corona" (Kronland) dell'Impero austriaco. A Trieste, capoluogo della regione, aveva sede l'Imperial Regia Luogotenenza del Litorale, col luogotenente (governatore) al suo capo, che funzionava come il governo per Trieste, Gorizia e Gradisca e Istria - le tre province che formavano il Litorale austriaco (Österreichisch-Illyrisches Küstenland).
La Dieta istriana (Dieta dell'Istria o ufficialmente "Dieta Provinciale del Margraviato d'Istria") alla quale vennero demandati alcuni poteri legislativi - con sede a Parenzo, dal 1898 a Pola e Capodistria - era costituita da 30 membri: 27 eletti secondo il cosiddetto sistema censuario (cinque eletti dagli alti censiti, otto dalle città, due dalle camere di commercio e dodici dai comuni rurali); per il Margraviato d'Istria era previsto che fossero deputati di diritto (ex officio) il Vescovo di Veglia, il Vescovo di Parenzo - Pola e il Vescovo di Trieste - Capodistria. Nel 1908 fu aggiunta la quinta curia, quella generale, il cui diritto di voto era riservato a tutti i maschi dai 24 anni in su. Il numero dei membri in seno alla Dieta aumentò a quarantasette (cinque eletti dagli alti censiti, quattordici dalle città, due dalle camere di commercio, quindici dai comuni rurali ed otto dalla curia generale). I rappresentanti eletti mantenevano la carica per un periodo di sei anni. Un rappresentante era il commissario governativo di nomina luogotenenziale. La Dieta aveva potestà legislativa sulle questioni autonome provinciali concernenti istruzione, culto, agricoltura, opere pubbliche, fisco, materia tributaria provinciale; le leggi provinciali erano votate dalla Dieta, ma la loro promulgazione avveniva - come le leggi centrali dell Consiglio imperiale in Vienna - con un atto del sovrano.
In seguito alla Patente di febbraio e fino al 1873 la Dieta istriana era chiamata a scegliere due deputati per la Camera bassa del Consiglio imperiale in Vienna. Dopo il 1873 i deputati erano eletti dai residenti (4 deputati con il sistema censuario, dal 1907: 6 deputati utilizzando il suffragio universale per i maschi con più di 24 anni).
Oltre al luogotenente (governatore), il principale organo esecutivo del Margraviato era la Giunta Provinciale, formata dal presidente della Dieta (il Capitano Provinciale) di nomina imperiale, e quattro assessori eletti a maggioranza fra i componenti della Dieta.
La Dieta fu sciolta il 3 aprile 1916; le sue mansioni e quelle della Giunta passarono alla Commissione amministrativa provinciale, nominata dall’imperatore e composta da quattro membri che rimase attiva sino al crollo dell'Impero austro-ungarico.
Il più elevato grado del Potere giudiziario era rappresentato dall'Imperial Regio Tribunale d'Appello del Littorale con sede a Trieste. L'Imperial Regio Tribunale Provinciale in Trieste e l'Imperial Regio Tribunale Circolare in Rovigno erano tribunali di prima istanza con giurisdizione per le azioni penali e civili maggiori. Giudizi distrettuali, con sedi in capoluoghi di ogni distretto giudiziario, erano organi giurisdizionali monocratici competenti per le azioni minori. L'istanza giurisdizionale maggiore per i "Regni e Paesi rappresentati nel Consiglio imperiale" era esercitato dall'Imperial Regia Corte di Giustizia e Cassazione in Vienna e il Tribunale dell'Impero in Vienna ripristinava le funzioni di corte costituzionale.

## Lingue d'uso (censimento 1910)
Nel 1910 si utilizzavano le seguenti lingue:
- 3% tedesco
- 44% croato
- 14% sloveno
- 38% italiano
- 4% altri

| nazionalità | nazionalità |  | percentuale | percentuale |
| ----------- | ----------- |  | ----------- | ----------- |
| croato      | croato      |  | 44,00%      | 44,00%      |
| italiana    | italiana    |  | 38,00%      | 38,00%      |
| sloveno     | sloveno     |  | 14%         | 14%         |
| tedesco     | tedesco     |  | 3,00%       | 3,00%       |
| Altri       | Altri       |  | 4,00%       | 4,00%       |

## Suddivisione amministrativa (1868 - 1918)
Nel 1910 il marchesato contava 403.566 abitanti sparsi su 4.956 km².
Dal 1868 il Margraviato d'Istria era suddiviso in sette distretti amministrativi o capitanati distrettuali (Politischer Bezirk). In ogni distretto amministrativo esistevano diversi distretti giudiziari (Gerichtsbezirke), che comprendevano uno o più comuni (Ortsgemeinde) con Rappresentanza comunale (Gemeindeausschuss) eletta e Deputazione comunale (Gemeindevorstand) formata da podestà (Gemeindevorsteher) e consiglieri (Gemeinderäte), eletti tra e da i membri di rappresentanza. Secondo la Legge del 25 ottobre 1868, comuni censuari avevano un consiglio d'amministrazione eletto, e da i consiglieri scelto un preside detto "agente". La città di Rovigno, dal 1870 era regolata da uno statuto autonomo, con Magistrato civico di Rovigno che aveva le competenze comunali, distrettuali e giudiziari.
I nomi delle località riportati nel successivo schema sono registrati nei Repertori speciali delle regioni dell'Impero, alcune volte differenti rispetto ai nomi utilizzati dalle popolazioni locali all'epoca o in epoche successive, così come in qualche caso risultano differenti rispetto ai nomi ufficiali dell'epoca o di epoche successive.
- Città con statuto particolare (Stadt mit eigenem Statut) Rovigno (Rovinj)

| Distretto politico (Politischer Bezirk) | Distretto giudiziario (Gerichtsbezirk) | Comune (Ortsgemeinde)                     | Località (Ortschaft) |
| --------------------------------------- | -------------------------------------- | ----------------------------------------- | --- |
| Capodistria (Koper, Kopar)              | I. Capodistria (Koper, Kopar)          | 1 Capodistria (Koper, Kopar)              | Capodistria (Koper, Kopar); Cesari (Cesarji); Lazzaretto-Risano; Pobeghi (Pobegi); San Canziano; San Marco; Semedella; Sermino |
| Capodistria (Koper, Kopar)              | I. Capodistria (Koper, Kopar)          | 2 Decani (Dekani)                         | Antignano (Tinjan); Bezovica; Cernical (Črni Kal); Covedo (Kubed); Cristoglie (Hrastovlje); Decani (Dekani); Gračišče; Lonche (Loka o Predloka); Popecchio (Podpeč); Praproce (Praproče); Rosariol (Rožar); Santa Domenica (Sveta Nedelja); Sant'Antonio (Sveti Anton); Villadol (Dol); Zanigrad; Zazid |
| Capodistria (Koper, Kopar)              | I. Capodistria (Koper, Kopar)          | 3 Dolina                                  | Boliunz (Boljunc); Borst (Boršt); Caresana (Mačkolje); Dolina; Gabrovica; Jezero; Kastelec; Kroglje; Log; Ospo (Osp); Prebeneg; San Giuseppe (Ricmanje); San Servolo (Sočerb); Zabrežec |
| Capodistria (Koper, Kopar)              | I. Capodistria (Koper, Kopar)          | 4 Maresego (Marezige)                     | Boste (Bošte); Maresego (Marezige); Truške |
| Capodistria (Koper, Kopar)              | I. Capodistria (Koper, Kopar)          | 5 Muggia (Mile)                           | Monti; Muggia (Mile); Plavia (Plavija); Scoffie (Škofije); Valle Oltra |
| Capodistria (Koper, Kopar)              | I. Capodistria (Koper, Kopar)          | 6 Occisla-San Pietro (Očisla-Klanec)      | Beka: Botač; Clanz (Klanec); Cosina (Kozina); Črnotič; Draga; Gročana; Miheli; Nazirec; Očisla; Petrinje; Podgorje; Prešnica; Vrhpolje |
| Capodistria (Koper, Kopar)              | I. Capodistria (Koper, Kopar)          | 7 Paugnano (Pomjan)                       | Carcauzze (Krkavce); Costabona (Koštabona); Dilizzi (Diliči); Figarola; Gason (Gažon); Manzano (Manžan); Monte (Šmarje); Montetoso (Grintovec); Paderno; Paugnano (Pomjan); Plagnave (Planjave); Puzzole (Puče); Sergassi (Sergaši); Zupancici (Zupančiči) |
| Capodistria (Koper, Kopar)              | II. Pinguente (Buzet)                  | 1 Pinguente (Buzet)                       | Berda (Brda); Bergodaz (Brgudac); Brazzana (Pračana); Brest; Brnobići; Buttari (Butari); Cerie (Cerje); Cernizza (Črnica); Chertobrech (Krtobreg); Colmo (Hum); Corelli (Korelići); Cropignacco (Kropinjak); Crusfari (Krušvari); Čunj; Dane; Dobrova; Draguch (Draguć); Dvori; Figarola (Smokvica); Grimalda; Juradi; Klenovščak; Kodolje; Koseriga; Kotle; Lanischie (Lanišće); Lukini; Marcenigla; Maršiči; Mlum Grande (Veli Mlum); Mlum Piccolo (Mali Mlum); Monti (Breg); Oslići; Pagubice; Paladini; Pinguente (Buzet); Podgraće; Podkuk; Polje; Praproće; Pregara; Prodani; Rachitovich (Rakitovac); Racizze (Račice); Račja Vas; Raspo (Raspor); Salise (Salež); San Clemente (Sveti Kliman); San Donato (Sveti Donat); San Giovanni (Sveti Ivan); San Martino di Pinguente (Sveti Martin pri Buzetu); San Martino di Racizze (Sveti Martin pri Račicah); Santo Spirito (Sveti Duh); Sant'Ulderico (Sveti Uldarik); Senjak o Senj; Slum; Sočerga; Sovignacco (Sovinjak); Sterpet (Strped); Strana; Tibole; Trebeše; Trstenik; Valmovrasa (Movraž); Verh (Vrh); Zajerce; Zonti |
| Capodistria (Koper, Kopar)              | II. Pinguente (Buzet)                  | 2 Rozzo (Roč)                             | Blatna Vas; Cirites (Čiritež); Dolenja Vas; Gorenja Vas; Krkuž; Ležiščina; Nugla; Poglie di Rozzo (Ročko Polje); Rozzo (Roč); Semić |
| Capodistria (Koper, Kopar)              | III. Pirano (Piran)                    | 1 Isola (Izola)                           | Corte d'Isola (Korte); Isola Città; Isola Territorio (Isola Umgebung, Izola Okolica) |
| Capodistria (Koper, Kopar)              | III. Pirano (Piran)                    | 2 Pirano (Piran)                          | Castelvenere (Kaštel); Padena; Pirano Città (Piran Mesto); Pirano Dintorni (Pirano Umgebung, Piran Okolica); Portorose; Saline di Fasano; Saline di Sicciole; Saline di Strugnano; Salvore; San Pietro dell'Amata (Sveti Peter); Villanova (Nova Vas) |
| Lussin (Lošinj)                         | I. Cherso (Cres)                       | 1 Cherso (Cres)                           | Bellei (Belej); Caisole (Beli); Cherso (Cres); Dragosichi (Dragožići); Lubenizze (Lubenice); Orlez (Orlec); Pernata; Podol; Predoschizza (Predošćica); San Giovanni (Štivan); San Martino (Martinšćica); Ustrine; Vallon (Valun); Vrana |
| Lussin (Lošinj)                         | II. Lussin (Lošinj)                    | 1 Lussingrande (Veli Lošinj o Velo Selo)  | Lussingrande (Veli Lošinj o Velo Selo); San Pietro dei Nembi o Scoglio Asinelli (Sveti Petar Ilovik) |
| Lussin (Lošinj)                         | II. Lussin (Lošinj)                    | 2 Lussinpiccolo (Mali Lošinj o Malo Selo) | Chiunschi (Čunski); Lussinpiccolo (Mali Lošinj o Malo Selo); Sansego (Sušak); Unie (Unije) |
| Lussin (Lošinj)                         | II. Lussin (Lošinj)                    | 3 Ossero o Neresine (Osor o Nerezine)     | Neresine (Nerezine); Ossero (Osor); Puntacroce (Punta Križa); San Giacomo (Sveti Jakov); |
| Parenzo (Poreč)                         | I. Buje                                | 1 Buje                                    | Berda (Brda); Briz; Buie; Carsette; Crassiza (Krasica); Merischie (Merišće); Momiano; Oscurus; Sorbar; Tribano |
| Parenzo (Poreč)                         | I. Buje                                | 2 Cittanova                               | Cittanova |
| Parenzo (Poreč)                         | I. Buje                                | 3 Grisignana (Grožnjan)                   | Castagna; Cuberton (Kuberton); Grisignana (Grožnjan); Piemonte (Završje); Sterna (Šterna) |
| Parenzo (Poreč)                         | I. Buje                                | 4 Umago (Umag)                            | Matterada; Petrovia; San Lorenzo (Sveti Lovreč) |
| Parenzo (Poreč)                         | I. Buje                                | 5 Verteneglio (Črni Vrh)                  | Verteneglio (Črni Vrh); Villanova (Nova Vas) |
| Parenzo (Poreč)                         | II. Montona (Motovun)                  | 1 Montona (Motovun)                       | Bercaz (Brkaz); Caldier (Kaldir); Caroiba (Karojba); Montreo (Montrilj); Novacco (Novaki); Raccotole (Rakotole); Sovischine (Sovišćine); Zumesco (Zamask); |
| Parenzo (Poreč)                         | II. Montona (Motovun)                  | 2 Portole (Oprtalj)                       | Ceppich (Čepić); Gradina (Gradinja); Portole (Oprtalj); Sdregna (Zrenj); Topolovaz (Topolovac); |
| Parenzo (Poreč)                         | II. Montona (Motovun)                  | 3 Visignano (Višnjan)                     | Mondellebotte (Bačve); San Giovanni di Sterna (Sveti Ivan od Sterne); San Vitale (Sveti Vital); Visignano (Višnjan) |
| Parenzo (Poreč)                         | II. Montona (Motovun)                  | 4 Visinada (Vižnada)                      | Castellier (Kaštelir); Santa Domenica (Labinci); Visinada (Vižnada) |
| Parenzo (Poreč)                         | III. Parenzo (Poreč)                   | 1 Orsera (Vrsar)                          | Fontane (Funtane); Geroldia (Gradina); Leme; Orsera (Vrsar); San Lorenzo del Pasenatico (Sveti Lovreč Paženatički); |
| Parenzo (Poreč)                         | III. Parenzo (Poreč)                   | 2 Parenzo (Poreč)                         | Abrega (Vabriga); Dracevaz (Dračevac); Foscolino (Fuškulin); Fratta; Maio; Mompaderno (Baderna); Monghebbo; Monsalice; Parenzo (Poreč); Sbandati (Zbandaj); Torre (Tar); Varvari (Vrvari); Villanova (Nova Vas) |
| Pisino (Mitterburg, Pazin)              | I. Albona (Labin)                      | 1 Albona (Labin)                          | Albona (Labin); Albona Suburbio (Albona Vorort, Labin Predmestje, Labin Predmjesto); Bergod (Brgod); Cerovizza (Cerovica); Cerre (Cer); Chermenizza (Krmenica); Cugn o Punta Cugn (Kunj); Dubrova; Ripenda; Santa Domenica (Sveta Nedelja) |
| Pisino (Mitterburg, Pazin)              | I. Albona (Labin)                      | 2 Fianona (Plomin)                        | Berdo (Brdo); Cepich (Čepić); Chersano (Kršan); Cosliaco (Kozljak); Fianona (Plomin); Jessenovich (Jesenovik); Malacrasca (Mala Kraska); Villanova (Nova Vas) |
| Pisino (Mitterburg, Pazin)              | II. Pisino (Mitterburg, Pazin)         | 1 Antignana (Tinjan)                      | Antignana (Tinjan); Corridico (Kringa); San Pietro in Selve (Sveti Petar u Šumi); |
| Pisino (Mitterburg, Pazin)              | II. Pisino (Mitterburg, Pazin)         | 2 Bogliuno (Boljun)                       | Bogliuno (Boljun); Borutto (Borut); Brest; Gradigne (Gradinje); Lettai (Letaj); Pas (Paz); Possert (Pozert); Susgnevizza (Šušnjevica); Učka; Vragna (Vranja) |
| Pisino (Mitterburg, Pazin)              | II. Pisino (Mitterburg, Pazin)         | 3 Gimino (Žminj)                          | Gimino (Žminj); Kreuzerberg (Krajcerbreg); Sankt Ivanaz (Sveti Ivanac); |
| Pisino (Mitterburg, Pazin)              | II. Pisino (Mitterburg, Pazin)         | 4 Pisino (Mitterburg, Pazin)              | Bottonega (Butonega); Caschierga (Kašćerga); Cerovglie (Cerovlje); Cherbune (Krbune); Chersicla (Kršikla); Gallignana (Gračišće); Gherdasella (Grdo Selo o Brdo Selo); Gollogorizza (Gologorica); Grobnico (Grobnik); Lindaro (Lindar); Novacco (Novaki); Pedena (Pićan); Pisino (Mitterburg, Pazin); Pisinvecchio (Stari Pazin); Previs (Previž); Scopliaco (Skopljak); Terviso (Trviž); Tupliaco (Tupljak); Vermo (Beram); Zamasco (Zamask); Zarez (Zareč o Zarečje); |
| Pola (Pulj)                             | I. Dignano (Vodnjan)                   | 1 Barbana (Barban)                        | Barbana (Barban); Belavići; Bičići; Borini (Borinići); Bratelići; Castelnuovo (Rakalj); Cherbochi (Herboki); Cosgliani (Košljani); Cregli (Hreljići o Hrelji); Cuichi (Kuići); Dragosetti; Glavani; Grandići; Jurićev Kal o Juravića Kal; Manjadvorci; Melnica; Orihi o Vorihi; Peteki; Pontiera (Puntera); Porgnana (Pornjana); Raići o Rakolj; Rebići; Rojnići; Šajni o Šajini |
| Pola (Pulj)                             | I. Dignano (Vodnjan)                   | 2 Dignano (Vodnjan)                       | Carnizza (Krnica); Dignano (Vodnjan); Divissich (Trviž); Filippano (Filipan); Jursich (Juršić); Marzana (Marčana); Orbanich (Orbanić); Peruschi (Peruški) |
| Pola (Pulj)                             | I. Dignano (Vodnjan)                   | 3 Sanvincenti (Svetvinčenat)              | Boccordich (Bokordići); Radigosa-Puchi o Peressi-Pusti(Pučki o Peresić-Pusti); Resanzi (Režanci); Sanvincenti (Svetvinčenat); Smogliani (Smoljani); Štokovci; Zabronich (Zabronić) |
| Pola (Pulj)                             | II. Pola (Pulj)                        | 1 Pola (Pulj)                             | Altura; Cavrano (Kavran); Fasana; Gallesano; Lavarigo (Loborik); Lisignano (Ližnjan); Medolino (Medulin); Monticchio (Montić); Peroi (Peroj); Pola (Pulj); Pomer; Promontore (Premantura); Sissano (Sišan); Stignano (Štinjan) |
| Pola (Pulj)                             | III. Rovigno (Rovinj)                  | 1 Canfanaro (Kanfanar)                    | Babani; Baratto; Burich (Burići); Canfanaro (Kanfanar); Curilli; Dovravzi (Dobrovac); Ladich (Vladić o Villa Ladetić); Marich (Marići); Matohanci; Morgani; Morosini; Rojal; Sorich (Zorići); Sossich (Sosići); Villa di Rovigno (Rovinjsko Selo) |
| Pola (Pulj)                             | III. Rovigno (Rovinj)                  | 2 Valle (Bal)                             | Carmedo; Moncalvo; Valle (Bal) |
| Veglia (Krk)                            | I. Veglia (Krk)                        | 1 Bescanuova (Baška o Primorje)           | Batomalj; Bescanuova (Baška o Primorje); Bescavalle (Bašćanska Draga o Draga); Bescavecchia (Stara Baška o Kraj); Giurandvor (Jurandvor); Gorica |
| Veglia (Krk)                            | I. Veglia (Krk)                        | 2 Castelmuschio (Omišalj)                 | Castelmuschio (Omišalj); Marsich (Maršić); Njivice; San Vito Micoglizze (Sveti Vid Miholjice); Sersich (Sršić) |
| Veglia (Krk)                            | I. Veglia (Krk)                        | 3 Dobasnizza (Dubašnica)                  | Baicich (Bajčić); Barusich (Barušić); Bersaz (Brzac); Bogović o Bogovići; Brusić o Brusići; Cremenich (Kremenić o Kremenići); Gliutich (Ljutić o Ljutići); Hrahorić o Hrahorići; Linardich (Linardić o Linardići); Malinsca (Malinska); Milcetich (Milčetić o Milčetići); Milochnich (Milohnić o Milohnići); Milovcich (Milovčić o Milovčići); Nenadich (Nenadić o Nenadići); Oštrobradić o Oštrobradići; Pinesich (Pinežić o Pinežići); Poljica; Porto (Porat); Radich (Radić o Radići); Sablich (Sabljić); San Giovanni (Sveti Ivan); Sant'Antonio (Sveti Anton); Scherbe o Santa Fosca Scherbe (Skrbčići o Sveta Fuška Skrbčići); Sgalich (Žgaljić o Žgaljići); Sgombich (Žgombić o Žgombići); Strilčić o Strilčići; Turčić o Turčići; Vantačić o Vantačići; Zidarić o Zidarići |
| Veglia (Krk)                            | I. Veglia (Krk)                        | 4 Dobrigno (Dobrinj)                      | Čižiće; Dobrigno (Dobrinj); Gabonjin o Gabonje; Gostinjac; Kras; Polje; Rasopasno; Rudina; Saline (Solini); San Giovanni (Sveti Ivan); San Vito (Sveti Vid); Susana (Sužan); Tribulje; Županje |
| Veglia (Krk)                            | I. Veglia (Krk)                        | 5 Ponte (Punat)                           | Cornichia (Kornić); Lacmartin (Lakmartin); Murai (Muraj); Ponte (Punat) |
| Veglia (Krk)                            | I. Veglia (Krk)                        | 6 Veglia (Krk)                            | Monte (Vrh); Veglia (Krk) |
| Veglia (Krk)                            | I. Veglia (Krk)                        | 7 Verbenico (Vrbnik)                      | Garica; Kampelje; Kozarin; Paprata; Risika; Verbenico (Vrbnik) |
| Volosca-Abbazia (Volosko-Opatija)       | I. Castelnuovo (Podgrad)               | 1 Castelnuovo (Podgrad)                   | Castelnuovo (Podgrad); Erjavče o Rjavče; Gaberk; Gradišče; Mune Grande (Großmune, Vele Mune); Hrušica; Huje; Javorje; Mune Piccole (Kleinmune, Male Mune); Male Loče; Obrov; Paulica o Pavlica; Podbeže; Poljane; Pregarje; Prelože; Račice; Ritomeče; Sobonje; Starad o Starada; Studena Gora; Zajevše o Zajelšije; Žejane |
| Volosca-Abbazia (Volosko-Opatija)       | I. Castelnuovo (Podgrad)               | 2 Jelschane (Jelšane)                     | Brdce; Brdo; Dolenje; Fabče; Jelschane (Jelšane); Lipa; Nova Kračina; Nova Vas o Smerdeče; Pasjak; Podgraje; Rupa; Sapiane (Šapjane); Sušak; Zabiče |
| Volosca-Abbazia (Volosko-Opatija)       | I. Castelnuovo (Podgrad)               | 3 Matteria (Materija)                     | Artiviže; Bač; Brezovica; Brezovo Brdo; Golac; Gradišica; Herpelje; Hotičina; Jelovice; Kovčice; Kozjane; Markovščina; Matteria (Materija); Mrše; Odolina; Orehek; Ostrovica; Povžane; Rožice; Skadanščina; Slivje; Slope; Tatre; Tublje; Vele Loče; Vodizze (Vodice) |
| Volosca-Abbazia (Volosko-Opatija)       | II. Volosca-Abbazia (Volosko-Opatija)  | 1 Castua (Kastav)                         | Bergud Grande (Großbergud, Veli Brgud); Bergud Piccolo (Kleinbergud, Mali Brgud); Biažići; Bregi; Breza; Brnasi; Brnčići; Castua (Kastav); Clana (Klana); Dolnji Rukavac; Gornji Rukavac; Hosti; Jurčići; Jurdani; Jušići; Kućeli; Lisac; Marčelji; Mattuglie (Matulji); Perenići; Pobri; Puži; Rečina; Rubeši; Saršoni; Skalnica; Spinčići; Srdoči; Sroki; Studena; Trinajstići; Zamet; Zvoneće |
| Volosca-Abbazia (Volosko-Opatija)       | II. Volosca-Abbazia (Volosko-Opatija)  | 2 Lovrana o Laurana (Lovran)              | Lovrana o Laurana (Lovran); Opriz (Opric); San Francesco (Sveti Frančisk); Tulisevizza (Tuliševica) |
| Volosca-Abbazia (Volosko-Opatija)       | II. Volosca-Abbazia (Volosko-Opatija)  | 3 Moschienizze (Moščenice)                | Bersez (Brseč); Callaz (Kalac); Draga; Kraj; Martina; Moschienizze (Moščenice) |
| Volosca-Abbazia (Volosko-Opatija)       | II. Volosca-Abbazia (Volosko-Opatija)  | 4 Veprinaz (Veprinac)                     | Pogliane (Poljane); Puharska; Vasansca (Vašanska); Veprinaz (Veprinac o Bernardova) |
| Volosca-Abbazia (Volosko-Opatija)       | II. Volosca-Abbazia (Volosko-Opatija)  | 5 Volosca-Abbazia (Volosko-Opatija)       | Abbazia (Opatija); Volosca (Volosko) |

## Transizione all'Italia
Con la vittoria italiana nella prima guerra mondiale il 4 novembre 1918, il margraviato fu posto sotto occupazione militare come tutto il Litorale. Se il trattato di Saint-Germain-en-Laye assegnò l'Istria all'Italia, l'annessione fu possibile solo dopo la firma nel 1920 del trattato di Rapallo con la Jugoslavia per la definizione dei confini, e la conseguente cessione al regno slavo di Veglia e di Castua.
All'annessione di diritto internazionale non corrispose però subito quella di diritto amministrativo, dato che i governi liberali vollero rispettare in tutte le terre occupate le tradizioni locali.
Il Litorale divenne la Venezia Giulia, i borgomastri e i podestà divennero sindaci, e il Margraviato d'Istria fu ribattezzato Provincia d'Istria o Provincia di Parenzo, ma furono tutti cambiamenti solo e puramente lessicali, dato che le leggi austriache vennero mantenute in essere se non esplicitamente abrogate dal governatore militare o civile. Il regio decreto 19 novembre 1921, n. 1747, ristabilì anche una forma di autogoverno locale creando al posto della dissolta Dieta una Giunta provinciale straordinaria sotto la presidenza del neo-senatore Innocente Chersich e composta da 14 membri, alla quale continuava espressamente ad applicarsi il disposto della Patente di febbraio imperiale con la sola eccezione delle parti esplicitamente abrogate.
La svolta finale per l'ex margraviato venne però un anno dopo a causa dell'ascesa del fascismo, che non tollerava questo assetto autonomistico e liberale, sebbene sia da sottolineare come il processo fosse avviato già dal Governo Facta, nel vano intento di togliere consensi alla destra nazionalista sottraendole alcuni punti programmatici. Il 17 ottobre 1922 venne quindi sciolto il Commissariato della Venezia Giulia, mentre fu il Governo Mussolini ad emanare il regio decreto 18 gennaio 1923, n. 53, che istituì la Provincia di Pola secondo il diritto amministrativo italiano, sopprimendo le autorità vigenti. La nuova provincia italiana corrispose quasi perfettamente al territorio del soppresso margraviato.